# Агар (Південна Дакота)
Агар (англ. Agar) — місто (англ. town) в США, в окрузі Саллі штату Південна Дакота. Населення — 68 осіб (2020).

## Географія
Агар розташований за координатами 44°50′21″ пн. ш. 100°4′24″ зх. д. / 44.83917° пн. ш. 100.07333° зх. д. (44.839158, -100.073377).  За даними Бюро перепису населення США в 2010 році місто мало площу 0,42 км², уся площа — суходіл. В 2017 році площа становила 0,53 км², уся площа — суходіл.

## Демографія
Згідно з переписом 2010 року, у місті мешкало 76 осіб у 44 домогосподарствах у складі 22 родин. Густота населення становила 181 особа/км².  Було 48 помешкань (114/км²).
Расовий склад населення:
| - 98,7 % — білих |

До двох чи більше рас належало 1,3 %. Частка іспаномовних становила 1,3 % від усіх жителів.
За віковим діапазоном населення розподілялося таким чином: 11,8 % — особи молодші 18 років, 57,9 % — особи у віці 18—64 років, 30,3 % — особи у віці 65 років та старші. Медіана віку мешканця становила 53,0 року. На 100 осіб жіночої статі у місті припадало 81,0 чоловіків;  на 100 жінок у віці від 18 років та старших — 86,1 чоловіків також старших 18 років.
Середній дохід на одне домашнє господарство  становив 62 837 доларів США (медіана — 58 000), а середній дохід на одну сім'ю — 83 075 доларів (медіана — 66 667). За межею бідності перебувало 14,1 % осіб, у тому числі 0,0 % дітей у віці до 18 років та 50,0 % осіб у віці 65 років та старших.
Цивільне працевлаштоване населення становило 30 осіб. Основні галузі зайнятості: сільське господарство, лісництво, риболовля — 56,7 %, роздрібна торгівля — 20,0 %, будівництво — 16,7 %.